# Jowst
Jowst (zapis stylizowany: JOWST), właśc. Joakim With Steen (ur. 26 czerwca 1989 w Trondheim) – norweski producent muzyczny i autor tekstów, reprezentant Norwegii w 62. Konkursie Piosenki Eurowizji (razem z Aleksandrem Walmannem).

## Życiorys

### Wczesne lata
Urodził się w Trondheim. Kiedy miał 14 lat, jego rodzina przeniosła się do Steinkjer.
Studiował w Szkole Nordoff Vocational jako producent muzyczny. W 2011 roku zaczął pracę jako inżynier dźwięku.

### Kariera
W 2017 roku zakwalifikował się z utworem „Grab the Moment”, nagranym wraz z norweskim piosenkarzem Aleksandrem Walmannem, do finału norweskich eliminacji eurowizyjnych Melodi Grand Prix 2017. Duet ostatecznie zajął pierwsze miejsce w finale po zdobyciu największego poparcia telewidzów, dzięki czemu został reprezentantem Norwegii w 62. Konkursie Piosenki Eurowizji, organizowanym w Kijowie. 11 maja muzycy wystąpili w drugim półfinale konkursu i z piątego miejsca przeszli do finału, rozgrywanego 13 maja. Zajęli w nim ostatecznie dziesiąte miejsce ze 158 punktami w tym 29 punktów od telewidzów (15. miejsce) i 129 pkt od jurorów (6. miejsce). W 2023 roku podjął nieudaną próbę reprezentowania Norwegii w 67. Konkursie Piosenki Eurowizji wraz z Byronem Williamsem Jr. z piosenką „Freaky for the Weekend”. Nie przeszedł jednak przez pierwszy półfinał Melodi Grand Prix 2023.

## Dyskografia

### Single
| Rok  | Tytuł                    | Najwyższe miejsce na listach przebojów | Album |
| Rok  | Tytuł                    | NOR                                    | Album |
| ---- | ------------------------ | -------------------------------------- | ----- |
| 2017 | „Grab the Moment”        | 6                                      | —     |
| 2023 | „Freaky for the Weekend” | —                                      | —     |

### Remiksy
| Rok  | Tytuł             | Oryginalny wykonawca |
| ---- | ----------------- | -------------------- |
| 2017 | "We Are Dreamers" | Frida Sundemo        |
| 2017 | "Night Train"     | CLMD, gośc. Alida    |
| 2017 | "Silvertongue"    | Young The Giant      |